# Игжиновка
Игжиновка — деревня в Жигаловском районе Иркутской области России. Входит в состав Рудовского сельского поселения. Находится на левом берегу реки Лена, примерно в 7 км к юго-юго-востоку (SSE) от районного центра, посёлка Жигалово, на высоте 427 метров над уровнем моря.

## Население
| 2002 | 2010 | 2011 | 2012 |
| ---- | ---- | ---- | ---- |
| 18   | ↘10  | →10  | ↗11  |

По данным Всероссийской переписи, в 2010 году численность населения деревни составляла 10 человек (6 мужчин и 4 женщины).

## Улицы
Уличная сеть деревни состоит из одной улицы (ул. Ленская).